# Fußball-Weltmeisterschaft der Frauen 2019/Gruppe E
| Pl. | Land        | Sp. | S | U | N | Tore    | Diff. | Punkte |
| --- | ----------- | --- | - | - | - | ------- | ----- | ------ |
| 1.  | Niederlande | 3   | 3 | 0 | 0 | 006:200 | +4    | 09     |
| 2.  | Kanada      | 3   | 2 | 0 | 1 | 004:200 | +2    | 06     |
| 3.  | Kamerun     | 3   | 1 | 0 | 2 | 003:500 | −2    | 03     |
| 4.  | Neuseeland  | 3   | 0 | 0 | 3 | 001:500 | −4    | 0      |

Gruppe E der Fußball-Weltmeisterschaft der Frauen 2019:

## Kanada – Kamerun 1:0 (1:0)
| Kanada                                     | Kanada | Kamerun | Kamerun | Aufstellung                      |
| ------------------------------------------ | --- | --- | ------- | -------------------------------- |
| Kanada                                     | \| 1. Spieltag \| \| 10. Juni 2019 um 21:00 Uhr in Montpellier \| \| Zuschauer: 10.710 \| \| Schiedsrichterin: Ri Hyang-ok ( Nordkorea) \| \| Spielbericht \|                                                                                                  | \| 1. Spieltag \| \| 10. Juni 2019 um 21:00 Uhr in Montpellier \| \| Zuschauer: 10.710 \| \| Schiedsrichterin: Ri Hyang-ok ( Nordkorea) \| \| Spielbericht \| | Kamerun | Aufstellung Kanada gegen Kamerun |
| Kanada                                     | Stephanie Labbé – Ashley Lawrence, Kadeisha Buchanan, Shelina Zadorsky, Allysha Chapman – Nichelle Prince (75. Deanne Rose), Desiree Scott, Sophie Schmidt, Janine Beckie – Christine Sinclair , Jessie Fleming Cheftrainer: Kenneth Heiner-Møller ( Dänemark) | Annette Ngo Ndom – Claudine Meffometou, Estelle Johnson, Christine Manie , Aurelle Awona, Yvonne Leuko – Gabrielle Onguéné, Jeannette Yango (82. Charlene Meyong), Raïssa Feudjio, Ajara Nchout (67. Henriette Akaba) – Marlyse Ngo Ndoumbouk (68. Gaëlle Enganamouit) Cheftrainer: Alain Djeumfa | Kamerun | Aufstellung Kanada gegen Kamerun |
| Kanada                                     | 1:0 Buchanan (45.) | | Kamerun | Aufstellung Kanada gegen Kamerun |
| Kanada                                     | Ngo Ndoumbouk (37.), Enganamouit (74.) | | Kamerun | Aufstellung Kanada gegen Kamerun |
| Kanada                                     | Spieler des Spiels: Kadeisha Buchanan (Kanada) | | Kamerun | Aufstellung Kanada gegen Kamerun |
| 1. Spieltag                                | | |         |                                  |
| 10. Juni 2019 um 21:00 Uhr in Montpellier  | | |         |                                  |
| Zuschauer: 10.710                          | | |         |                                  |
| Schiedsrichterin: Ri Hyang-ok ( Nordkorea) | | |         |                                  |
| Spielbericht                               | | |         |                                  |

## Neuseeland – Niederlande 0:1 (0:0)
| Neuseeland                                         | Neuseeland | Niederlande | Niederlande | Aufstellung                              |
| -------------------------------------------------- | --- | --- | ----------- | ---------------------------------------- |
| Neuseeland                                         | \| 1. Spieltag \| \| 11. Juni 2019 um 15:00 Uhr in Le Havre \| \| Zuschauer: 10.654 \| \| Schiedsrichterin: Edina Alves Batista ( Brasilien) \| \| Spielbericht \|                                                                                           | \| 1. Spieltag \| \| 11. Juni 2019 um 15:00 Uhr in Le Havre \| \| Zuschauer: 10.654 \| \| Schiedsrichterin: Edina Alves Batista ( Brasilien) \| \| Spielbericht \| | Niederlande | Aufstellung Neuseeland gegen Niederlande |
| Neuseeland                                         | Erin Nayler – CJ Bott, Rebekah Stott, Abby Erceg, Ali Riley – Betsy Hassett (67. Annalie Longo), Katie Bowen, Ria Percival, Rosie White (73. Hannah Wilkinson), Olivia Chance – Sarah Gregorius (73. Paige Satchell) Cheftrainer: Tom Sermanni ( Schottland) | Sari van Veenendaal – Desiree van Lunteren, Stefanie van der Gragt, Dominique Bloodworth, Kika van Es (70. Merel van Dongen) – Jackie Groenen (75. Jill Roord), Daniëlle van de Donk, Sherida Spitse – Shanice van de Sanden (86. Lineth Beerensteyn), Vivianne Miedema, Lieke Martens Cheftrainerin: Sarina Wiegman | Niederlande | Aufstellung Neuseeland gegen Niederlande |
| Neuseeland                                         | 0:1 Roord (90.+2') | | Niederlande | Aufstellung Neuseeland gegen Niederlande |
| Neuseeland                                         | Spieler des Spiels: Lieke Martens (Niederlande) | | Niederlande | Aufstellung Neuseeland gegen Niederlande |
| 1. Spieltag                                        | | |             |                                          |
| 11. Juni 2019 um 15:00 Uhr in Le Havre             | | |             |                                          |
| Zuschauer: 10.654                                  | | |             |                                          |
| Schiedsrichterin: Edina Alves Batista ( Brasilien) | | |             |                                          |
| Spielbericht                                       | | |             |                                          |

## Niederlande – Kamerun 3:1 (1:1)
| Niederlande                                   | Niederlande | Kamerun | Kamerun | Aufstellung                           |
| --------------------------------------------- | --- | --- | ------- | ------------------------------------- |
| Niederlande                                   | \| 2. Spieltag \| \| 15. Juni 2019 um 15:00 Uhr in Valenciennes \| \| Zuschauer: 22.423 \| \| Schiedsrichterin: Casey Reibelt ( Australien) \| \| Spielbericht \| | \| 2. Spieltag \| \| 15. Juni 2019 um 15:00 Uhr in Valenciennes \| \| Zuschauer: 22.423 \| \| Schiedsrichterin: Casey Reibelt ( Australien) \| \| Spielbericht \| | Kamerun | Aufstellung Niederlande gegen Kamerun |
| Niederlande                                   | Sari van Veenendaal – Desiree van Lunteren, Dominique Bloodworth, Anouk Dekker, Kika van Es (86. Merel van Dongen) – Sherida Spitse, Daniëlle van de Donk (71. Jill Roord), Jackie Groenen – Shanice van de Sanden (66. Lineth Beerensteyn), Vivianne Miedema, Lieke Martens Cheftrainerin: Sarina Wiegman | Annette Ngo Ndom – Claudine Meffometou, Estelle Johnson, Christine Manie , Yvonne Leuko, Raïssa Feudjio – Gabrielle Onguéné, Geneviève Ngo Mbeleck (66. Charlene Meyong), Jeannette Yango, Michaela Abam (60. Ajara Nchout) – Gaëlle Enganamouit (75. Henriette Akaba) Cheftrainer: Alain Djeumfa | Kamerun | Aufstellung Niederlande gegen Kamerun |
| Niederlande                                   | 1:0 Miedema (41.) 2:1 Bloodworth (48.) 3:1 Miedema (85.) | 1:1 Onguéné (43.) | Kamerun | Aufstellung Niederlande gegen Kamerun |
| Niederlande                                   | Manie (14.), Ngo Mbeleck (37.), Feudjio (68.) | | Kamerun | Aufstellung Niederlande gegen Kamerun |
| Niederlande                                   | Spieler des Spiels: Vivianne Miedema (Niederlande) | | Kamerun | Aufstellung Niederlande gegen Kamerun |
| 2. Spieltag                                   | | |         |                                       |
| 15. Juni 2019 um 15:00 Uhr in Valenciennes    | | |         |                                       |
| Zuschauer: 22.423                             | | |         |                                       |
| Schiedsrichterin: Casey Reibelt ( Australien) | | |         |                                       |
| Spielbericht                                  | | |         |                                       |

## Kanada – Neuseeland 2:0 (0:0)
| Kanada                                       | Kanada | Neuseeland | Neuseeland | Aufstellung                         |
| -------------------------------------------- | --- | --- | ---------- | ----------------------------------- |
| Kanada                                       | \| 2. Spieltag \| \| 15. Juni 2019 um 21:00 Uhr in Grenoble \| \| Zuschauer: 14.856 \| \| Schiedsrichterin: Yoshimi Yamashita ( Japan) \| \| Spielbericht \| | \| 2. Spieltag \| \| 15. Juni 2019 um 21:00 Uhr in Grenoble \| \| Zuschauer: 14.856 \| \| Schiedsrichterin: Yoshimi Yamashita ( Japan) \| \| Spielbericht \|                                                                                       | Neuseeland | Aufstellung Kanada gegen Neuseeland |
| Kanada                                       | Stephanie Labbé – Jayde Riviere (75. Allysha Chapman), Kadeisha Buchanan, Shelina Zadorsky, Ashley Lawrence – Nichelle Prince (84. Adriana Leon), Desiree Scott, Sophie Schmidt, Janine Beckie (83. Rebecca Quinn) – Christine Sinclair , Jessie Fleming Cheftrainer: Kenneth Heiner-Møller ( Dänemark) | Erin Nayler – Ali Riley , Abby Erceg, Rebekah Stott, CJ Bott (18. Annalie Longo) – Betsy Hassett (85. Emma Kete), Katie Bowen, Ria Percival, Olivia Chance – Rosie White, Sarah Gregorius (62. Anna Green) Cheftrainer: Tom Sermanni ( Schottland) | Neuseeland | Aufstellung Kanada gegen Neuseeland |
| Kanada                                       | 1:0 Fleming (48.) 2:0 Prince (79.) | | Neuseeland | Aufstellung Kanada gegen Neuseeland |
| Kanada                                       | Spieler des Spiels: Jessie Fleming (Kanada) | | Neuseeland | Aufstellung Kanada gegen Neuseeland |
| 2. Spieltag                                  | | |            |                                     |
| 15. Juni 2019 um 21:00 Uhr in Grenoble       | | |            |                                     |
| Zuschauer: 14.856                            | | |            |                                     |
| Schiedsrichterin: Yoshimi Yamashita ( Japan) | | |            |                                     |
| Spielbericht                                 | | |            |                                     |

## Niederlande – Kanada 2:1 (0:0)
| Niederlande                                        | Niederlande | Kanada | Kanada | Aufstellung                          |
| -------------------------------------------------- | --- | --- | ------ | ------------------------------------ |
| Niederlande                                        | \| 3. Spieltag \| \| 20. Juni 2019 um 18:00 Uhr in Reims \| \| Zuschauer: 19.277 \| \| Schiedsrichterin: Stéphanie Frappart ( Frankreich) \| \| Spielbericht \| | \| 3. Spieltag \| \| 20. Juni 2019 um 18:00 Uhr in Reims \| \| Zuschauer: 19.277 \| \| Schiedsrichterin: Stéphanie Frappart ( Frankreich) \| \| Spielbericht \| | Kanada | Aufstellung Niederlande gegen Kanada |
| Niederlande                                        | Sari van Veenendaal – Desiree van Lunteren, Anouk Dekker, Dominique Bloodworth, Merel van Dongen – Sherida Spitse (70. Jill Roord), Daniëlle van de Donk (87. Renate Jansen), Jackie Groenen – Shanice van de Sanden, Vivianne Miedema, Lieke Martens (70. Lineth Beerensteyn) Cheftrainerin: Sarina Wiegman | Stephanie Labbé – Allysha Chapman (69. Jayde Riviere), Shelina Zadorsky, Kadeisha Buchanan, Ashley Lawrence – Sophie Schmidt, Desiree Scott (78. Rebecca Quinn), Jessie Fleming – Janine Beckie, Christine Sinclair (68. Adriana Leon), Jordyn Huitema Cheftrainer: Kenneth Heiner-Møller ( Dänemark) | Kanada | Aufstellung Niederlande gegen Kanada |
| Niederlande                                        | 1:0 Dekker (54.) 2:1 Beerensteyn (75.) | 1:1 Sinclair (60.) | Kanada | Aufstellung Niederlande gegen Kanada |
| Niederlande                                        | Dekker (23.), Roord (90.) | Buchanan (38.), Quinn (80.) | Kanada | Aufstellung Niederlande gegen Kanada |
| Niederlande                                        | Spieler des Spiels: Christine Sinclair (Kanada) | | Kanada | Aufstellung Niederlande gegen Kanada |
| 3. Spieltag                                        | | |        |                                      |
| 20. Juni 2019 um 18:00 Uhr in Reims                | | |        |                                      |
| Zuschauer: 19.277                                  | | |        |                                      |
| Schiedsrichterin: Stéphanie Frappart ( Frankreich) | | |        |                                      |
| Spielbericht                                       | | |        |                                      |

## Kamerun – Neuseeland 2:1 (0:0)
| Kamerun                                      | Kamerun | Neuseeland | Neuseeland | Aufstellung                          |
| -------------------------------------------- | --- | --- | ---------- | ------------------------------------ |
| Kamerun                                      | \| 3. Spieltag \| \| 20. Juni 2019 um 18:00 Uhr in Montpellier \| \| Zuschauer: 8.009 \| \| Schiedsrichterin: Kateryna Monsul ( Ukraine) \| \| Spielbericht \|                                                                                                  | \| 3. Spieltag \| \| 20. Juni 2019 um 18:00 Uhr in Montpellier \| \| Zuschauer: 8.009 \| \| Schiedsrichterin: Kateryna Monsul ( Ukraine) \| \| Spielbericht \|                                                                                                 | Neuseeland | Aufstellung Kamerun gegen Neuseeland |
| Kamerun                                      | Annette Ngo Ndom – Raïssa Feudjio, Yvonne Leuko, Augustine Ejangue, Estelle Johnson, Aurelle Awona – Michaela Abam, Ajara Nchout, Jeannette Yango (84. Ninon Abena), Gabrielle Onguéné – Gaëlle Enganamouit (54. Alexandra Takounda) Cheftrainer: Alain Djeumfa | Erin Nayler – Ali Riley , Anna Green (68. Betsy Hassett), Abby Erceg, Rebekah Stott, Katie Bowen – Olivia Chance (88. Annalie Longo), Katie Duncan (68. Hannah Wilkinson), Ria Percival – Rosie White, Sarah Gregorius Cheftrainer: Tom Sermanni ( Schottland) | Neuseeland | Aufstellung Kamerun gegen Neuseeland |
| Kamerun                                      | 1:0 Nchout (57.) 2:1 Nchout (90.+5') | 1:1 Awona (80., Eigentor) | Neuseeland | Aufstellung Kamerun gegen Neuseeland |
| Kamerun                                      | Takounda (69.) | Green (68.) | Neuseeland | Aufstellung Kamerun gegen Neuseeland |
| Kamerun                                      | Spieler des Spiels: Ajara Nchout (Kamerun) | | Neuseeland | Aufstellung Kamerun gegen Neuseeland |
| 3. Spieltag                                  | | |            |                                      |
| 20. Juni 2019 um 18:00 Uhr in Montpellier    | | |            |                                      |
| Zuschauer: 8.009                             | | |            |                                      |
| Schiedsrichterin: Kateryna Monsul ( Ukraine) | | |            |                                      |
| Spielbericht                                 | | |            |                                      |